# The Seafarer
The Seafarer is een Oudengels gedicht van 124 regels, dat bewaard is gebleven in het uit de tiende eeuw daterende Exeter Book.
Er zijn verschillende interpretaties van het gedicht mogelijk. Het is, in ieder geval gedeeltelijk, een elegie en in die zin vergelijkbaar met The Wanderer.
De spreker verhaalt eerst over het harde en eenzame leven van de zeeman, zeker in de winter. Later in het gedicht wordt het leven op zee echter geprezen als iets aantrekkelijks. Zo lijkt de zeeman zijn leven wel zwaar te vinden, maar toch niet zonder de zee te kunnen. Het derde deel van het gedicht is religieus van aard en vergelijkt het hemelse leven met het voorbijgaande aardse bestaan.
Een tweede interpretatie is dat het in de eerste twee delen van het gedicht gaat om een dialoog tussen een oude en ervaren zeeman die waarschuwt voor het zware bestaan en een jongere man die zich aangetrokken voelt tot het leven op zee.
Een moderne versie van het gedicht is geschreven door Ezra Pound.